# 徕卡M（262型）
徕卡M（262型）是萊卡相機於2015 年11 月19 日發行的一款數位測距相機(又稱旁軸相機) 快門聲音比早期的M Typ 240安靜得多，並且允許在單次拍攝模式 下每秒記錄兩幀。 此型號省略了 Typ 240 的即時取景和視訊功能，並且具有更簡單的選單結構和一鍵存取白平衡設定。

徕卡M（262型）配備CMOS全片幅感光元件，解析度為 2400 萬像素，ISO 高達 6400。 通常的黃銅相機機身已被鋁合金頂板取代，以減輕重量。 

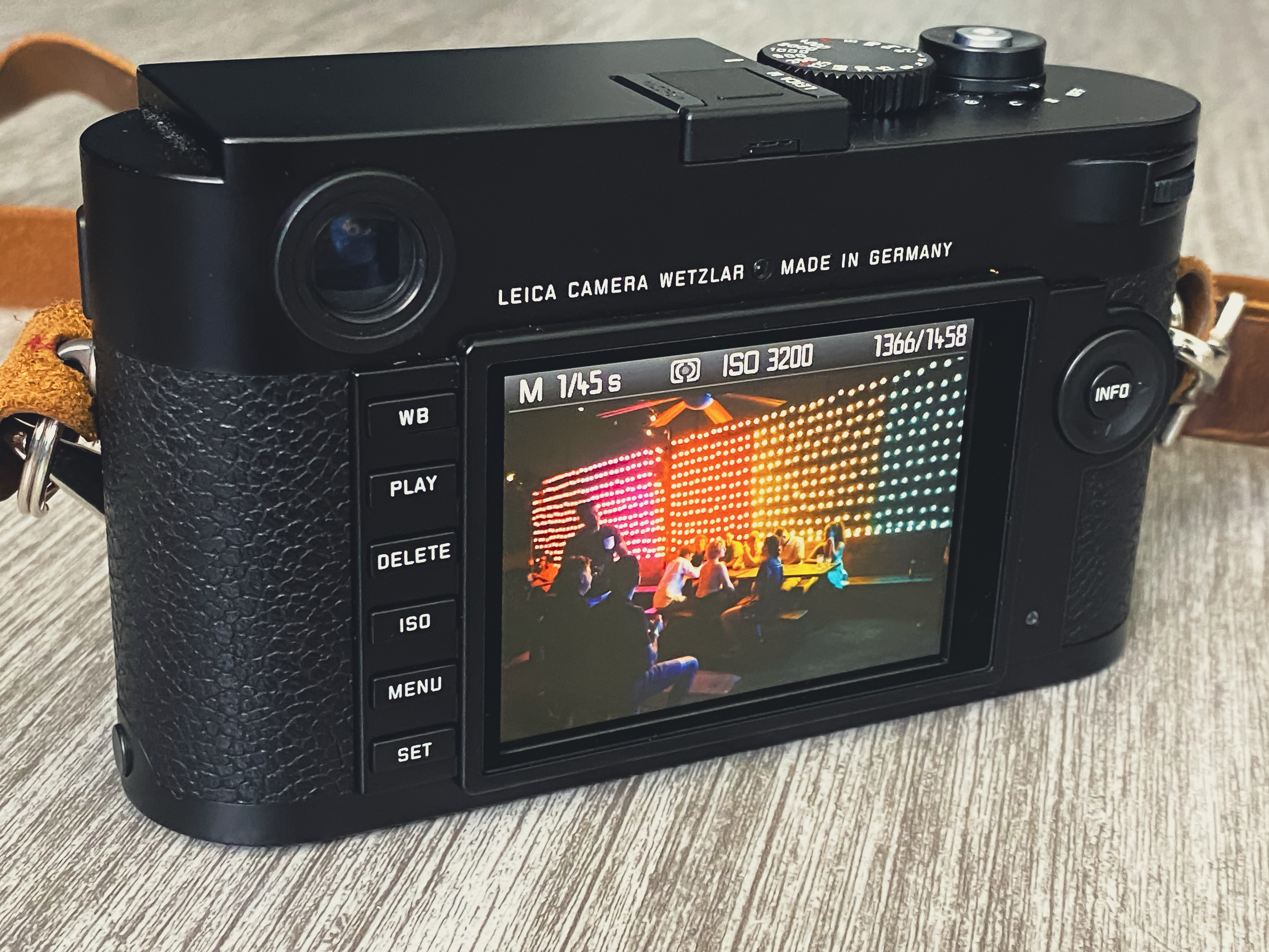
徕卡 M（262 型）背面